# Leiothrix longipes
Leiothrix longipes är en gräsväxtart som beskrevs av Silveira. Leiothrix longipes ingår i släktet Leiothrix och familjen Eriocaulaceae. Inga underarter finns listade i Catalogue of Life.